# Amitostigma wenshanense
Amitostigma wenshanense är en orkidéart som beskrevs av W.H.Chen, Y.M.Shui och Kai Yung Lang. Amitostigma wenshanense ingår i släktet Amitostigma och familjen orkidéer. Inga underarter finns listade i Catalogue of Life.